# Aphakie
Unter Aphakie versteht man die Linsenlosigkeit eines Auges. Sie entsteht praktisch immer durch eine operative Entfernung der natürlichen Linse (Lensektomie), seltener durch eine Augenverletzung. Die Aphakie findet man heute nur noch selten, da nach der Entfernung der natürlichen Linse diese meist durch eine Kunstlinse ersetzt wird. Dieser Zustand wird Pseudophakie genannt.
Die Folge einer Aphakie ist neben einer vertieften Vorderkammer, einer instabilen Iris und einer reflexlosen, schwarzen Pupille eine besondere Form der Hyperopie. Hierbei befindet sich der Brennpunkt der einfallenden Sehstrahlen weit hinter der Ebene der Netzhaut, da mit der Linse ein wesentliches brechendes Medium des Auges fehlt. Eine Nahanpassung des Auges mittels Akkommodation ist nicht mehr möglich. Zum Ausgleich kann eine entsprechende Sammellinse – früher Starbrille genannt – bzw. eine Kontaktlinse angepasst werden. In der Regel erfolgt jedoch die Korrektur in Form einer implantierten intraokularen Kunstlinse.
Es gibt sehr selten auch angeborene Formen:
- Kongenitale primäre Aphakie mit Mutationen im FOXE3-Gen auf Chromosom 1 Genort 1p33[1][2]
- Kongenitale Aphakie-Irishypoplasie-Mikrophthalmie-Mikrokornea-Syndrom[3]